# Schaufelrad Derching

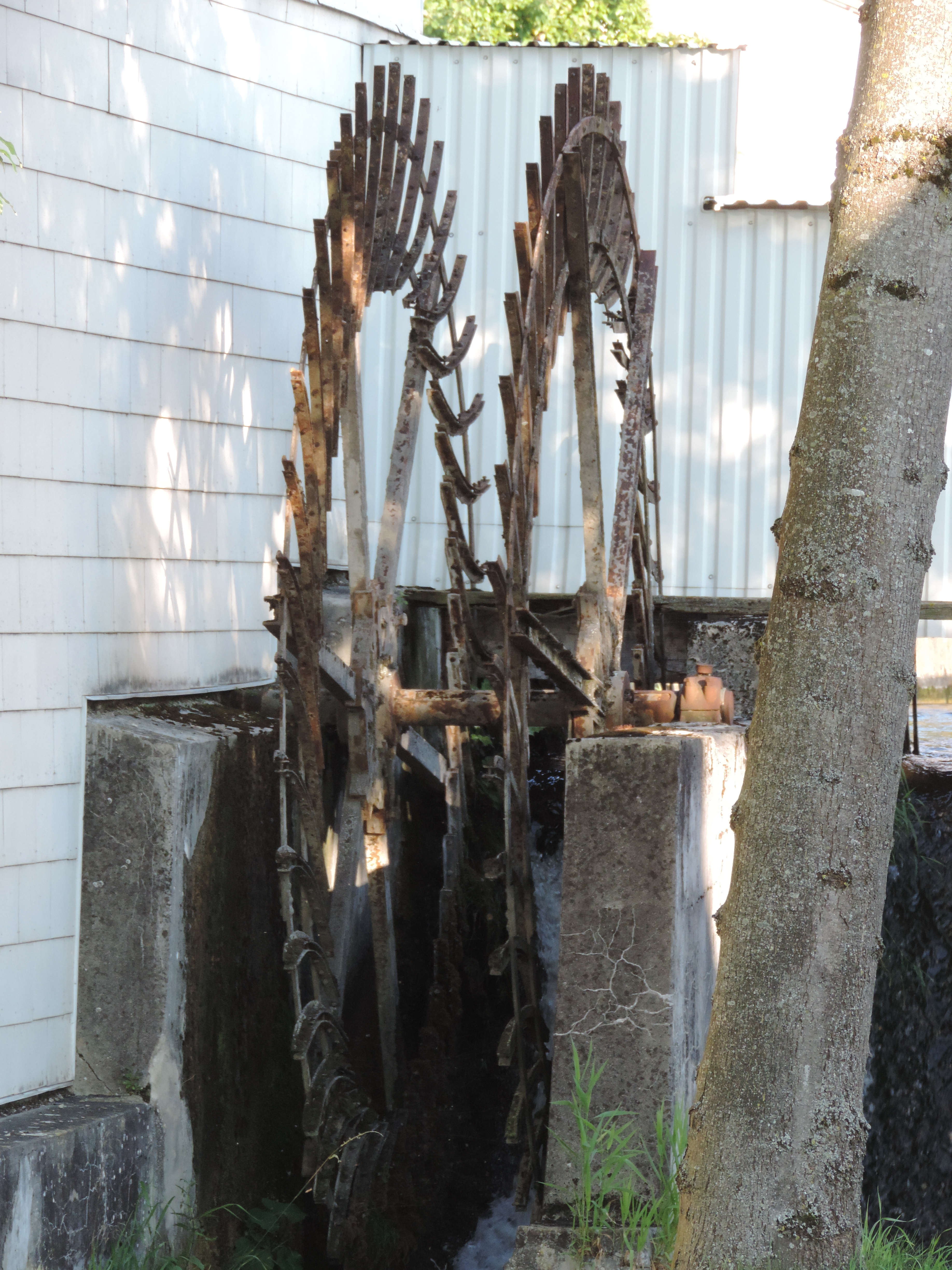
Schaufelrad in Friedberg

Das Schaufelrad in Derching, einem Stadtteil von Friedberg im schwäbischen Landkreis Aichach-Friedberg, wurde um 1920/30 geschaffen. Das Schaufelrad der ehemaligen Mühle mit der Adresse Alte Bergstraße 13 ist ein geschütztes Baudenkmal.
Vom  unterschlächtigen Schaufelrad sind noch die Eisenteile erhalten, die Schaufeln aus Holz sind nicht mehr vorhanden.